# Kašarskij rajon
Il Kašarskij rajon, in russo Кашарский район?, è un rajon dell'Oblast' di Rostov, nella Russia europea. Istituito nel 1924, il capoluogo è Kašary.